# Herb Koszyc (województwo małopolskie)
Herb Koszyc – jeden z symboli miasta i gminy Koszyce, ustanowiony 16 kwietnia 1996.

## Wygląd i symbolika
Herb przedstawia na tarczy koloru błękitnego srebrną krzywaśń zwieńczoną złotym krzyżem (godło z herbu Szreniawa), w lewym górnym rogu złotą wagę (Koszyce były kiedyś ważnym miastem handlowym), natomiast w prawym dolnym rogu złoty kłos zboża, symbolizujący rolnictwo gminy. 